# Karol Schneeweiss
Karol Jan Schneeweiss, Pseudonym David van Berg, (* 29. November 1953 in Breslau, Polen; † 31. März 2015 in Hamburg) war ein deutscher Filmemacher.

## Leben
Geboren in Wrocław (Breslau) und aufgewachsen in Stuttgart, absolvierte er zunächst eine Ausbildung als Schaufenstergestalter, studierte dann an der Freien Kunstschule Stuttgart, bevor er von 1976 bis 1981 ein Studium an der Kunstakademie Düsseldorf – Abteilung Film/Theater „Freie Kunst“ bei Nam June Paik, Ole John und Joseph Beuys absolvierte. Das letzte unvollendete Projekt von ihm hatte den Titel The Order – Finnische Vampire beißen nicht!.
Karol Schneeweiss war beeinflusst von der Deutschen Autorenfilmbewegung der 70er und 80er Jahre, andererseits liebte er das Hollywoodkino, deren hierarchische Strukturen er jedoch ablehnte. Wegbegleiter waren Gabor Altorjay, Rainer Kirberg und Oliver Hirschbiegel. Er war zeitweise Mitglied im Hamburger Filmbüro und arbeitete mit den Kameraleuten Uli Fischer und Axel Schäffler sowie mit dem bildenden Künstler Zoyt zusammen.

## Filmografie
- 1977: Die wilde exotische Frische
- 1978: Etzel v. Burgstall (Kurzfilm)
- 1979: Der Wolkendurchkratzer (Kurzfilm)
- 1979: Hier spricht der Direktor (Kurzfilm)
- 1980: Die Frauen sind einerseits fürchterliche Wesen (Kurzfilm)
- 1982: Tropiafric – Grüsse aus der Wildnis, Buch und Regie gemeinsam mit Maria Fisahn (WDR)
- 1985: Rosemary’s Hochzeit (ZDF Kleines Fernsehspiel)
- 1988: Die Scheibe (Hamburger Filmförderung)
- 1993: Gardez! Engel der Sicherheit (ZDF Kleines Fernsehspiel)
- 2009: Kolonie der Glücklichen
- 2009: Discharged (Kurzfilm)
- 2010: Interview Dagmar von Gottberg (Kurzfilm)
- 2010: Charlie der Lüttkamper (Kurzfilm)
- 2010: Fleckenpoint, gemeinsam mit Zoyt
- 2010: Nichts (Kurzfilm)
- 2010: Flash (Kurzfilm)
- 2011: Das Literaturseminar (Kurzfilm)
- 2012: Merci (Kurzfilm)